# Alexandre Texier
Alexandre Texier, född 13 september 1999, är en fransk professionell ishockeyforward som spelar för Columbus Blue Jackets i National Hockey League (NHL). Han har tidigare spelat för KalPa i Liiga och Brûleurs de Loups i Ligue Magnus.
Texier draftades av Columbus Blue Jackets i andra rundan i 2017 års draft som 45:e spelare totalt.

## Statistik
| 2016–2017    | Brûleurs de Loups     | LM           | 40  | 10 | 9  | 19 | 69 | 12 | 5 | 5 | 10 | 12 |
| 2017–2018    | KalPa                 | Liiga        | 53  | 13 | 9  | 22 | 38 | 6  | 1 | 1 | 2  | 25 |
| 2018–2019    | Columbus Blue Jackets | NHL          | 1   | 0  | 0  | 0  | 0  | —  | — | — | —  | —  |
|              | KalPa                 | Liiga        | 55  | 14 | 27 | 41 | 36 | —  | — | — | —  | —  |
|              | Cleveland Monsters    | AHL          | 7   | 5  | 2  | 7  | 4  | —  | — | — | —  | —  |
| NHL totalt   | NHL totalt            | NHL totalt   | 1   | 0  | 0  | 0  | 0  | —  | — | — | —  | —  |
| Liiga totalt | Liiga totalt          | Liiga totalt | 108 | 27 | 36 | 63 | 74 | 6  | 1 | 1 | 2  | 25 |

### Internationellt
| Källa: Uppdaterad: 2019-04-06 | Källa: Uppdaterad: 2019-04-06 | Källa: Uppdaterad: 2019-04-06 |         | Utv = Utvisningsminuter | Utv = Utvisningsminuter | Utv = Utvisningsminuter | Utv = Utvisningsminuter | Utv = Utvisningsminuter |
| År                            | Lag                           | Mästerskap                    | Matcher | Mål                     | Assists                 | Poäng                   | Utv                     |                         |
| ----------------------------- | ----------------------------- | ----------------------------- | ------- | ----------------------- | ----------------------- | ----------------------- | ----------------------- | ----------------------- |
| 2015                          | Frankrike                     | U18-D1                        | 5       | 2                       | 0                       | 2                       | 12                      |                         |
| 2016                          | Frankrike                     | U18-D1                        | 5       | 2                       | 4                       | 6                       | 6                       |                         |
| 2017                          | Frankrike                     | U18-D1                        | 5       | 2                       | 3                       | 5                       | 6                       |                         |
| 2017                          | Frankrike                     | JVM-D1                        | 5       | 1                       | 7                       | 8                       | 4                       |                         |
| 2018                          | Frankrike                     | JVM-D1                        | 5       | 0                       | 4                       | 4                       | 8                       |                         |
| 2018                          | Frankrike                     | VM                            | 7       | 0                       | 3                       | 3                       | 10                      |                         |
| Junior totalt                 | Junior totalt                 | Junior totalt                 | 25      | 7                       | 18                      | 25                      | 36                      |                         |
| Senior totalt                 | Senior totalt                 | Senior totalt                 | 7       | 0                       | 3                       | 3                       | 10                      |                         |